# Communauté de communes Côte Landes Nature
Die Communauté de communes Côte Landes Nature ist ein französischer Gemeindeverband mit der Rechtsform einer Communauté de communes im Département Landes in der Region Nouvelle-Aquitaine. Sie wurde am 21. Dezember 2001 gegründet und umfasst zehn Gemeinden. Der Verwaltungssitz befindet sich im Ort Castets.

## Mitgliedsgemeinden
| Gemeinde                                  | Einwohner 1. Januar 2022 | Fläche km² | Dichte Einw./km² | Code INSEE | Postleitzahl |
| ----------------------------------------- | ------------------------ | ---------- | ---------------- | ---------- | ------------ |
| Castets                                   | 2.510                    | 90,18      | 28               | 40075      | 40260        |
| Léon                                      | 2.182                    | 64,45      | 34               | 40150      | 40550        |
| Lévignacq                                 | 345                      | 42,32      | 8                | 40154      | 40170        |
| Linxe                                     | 1.550                    | 80,93      | 19               | 40155      | 40260        |
| Lit-et-Mixe                               | 1.704                    | 112,95     | 15               | 40157      | 40170        |
| Saint-Julien-en-Born                      | 1.738                    | 72,93      | 24               | 40266      | 40170        |
| Saint-Michel-Escalus                      | 324                      | 17,59      | 18               | 40276      | 40550        |
| Taller                                    | 680                      | 41,07      | 17               | 40311      | 40260        |
| Uza                                       | 188                      | 12,88      | 15               | 40322      | 40170        |
| Vielle-Saint-Girons                       | 1.451                    | 72,03      | 20               | 40326      | 40560        |
| Communauté de communes Côte Landes Nature | 12.672                   | 607,33     | 21               | –          | –            |